# 离散时间与连续时间
数学动力学中，离散时间与连续时间是对随时间变化的变量进行建模的两种可选框架。

## 离散时间

离散采样信号

离散时间将变量值看做是出现在不同的、独立的“时间点”上，或等同于在每个非零时间段内保持不变，即将时间看做离散变量。因此，从一个时间段移动到下一个时间段时，非时间变量从一个值跳到另一个值。这种框架下，每个相关变量在每个时间段取1次值，两时间段之间的测量次数有限，通常在时间变量的连续整数值上进行。
离散信号或离散时间信号是由一系列数量组成的时间序列。不同于连续时间信号，其不是连续参数的函数，不过也可能是从连续时间信号中采样所得，间隔均匀的时长采样的话会有相关联的采样率。
离散时间信号有多种来源，可以分为两类：
- 从常值或变值的模拟信号取值。此过程称作采样。[2]
- 观测离散时间过程，如某经济指标的周峰值。

## 连续时间
相对地，连续时间将变量看作只有在无穷短时间段内才有特定值。任意两时点间，又有无穷多时点。时间变量在整条实数线上取值，或在取决于具体应用的子集上取值，如非负实数。这时，时间被视作连续变量。
连续信号或连续时间信号是一种变化的量（信号），其定义域（通常是时间）是连续统（如实数的连通区间）。即，函数的定义域是不可数集，而函数本身不必连续。相对地，离散时间信号具有可数定义域，如自然数。
连续振幅、连续时间的信号常常称作模拟信号，在每一瞬间都有一定值。与温度、压力、声音等物理量成比例的电信号一般是连续信号。连续信号的其他例子有正弦波、余弦波、三角波等等。
信号的定义域可能是有限的也可能不是，定义域到信号值有一个泛函映射。时间变量的连续性与实数密度定律有关，意味着可在任意时间点找到信号值。无限信号的一个典型例子是
{\displaystyle f(t)=\sin(t),\quad t\in \mathbb {R} }
其对应的有限时长对应信号可以是
{\displaystyle f(t)=\sin(t),\quad t\in [-\pi ,\pi ]}，否则{\displaystyle f(t)=0}。
有限/无限时长信号值可能有限也可能无限，例如
{\displaystyle f(t)={\frac {1}{t}},\quad t\in [0,1]}，否则{\displaystyle f(t)=0}。
这是有限时长信号，但在{\displaystyle t=0}时的值是无限的。
很多学科中，约定俗成的做法是连续信号必须始终有限，这对物理信号来说更有意义。
某些情况下，只要信号在任意有限区间内可积，那么无穷奇点也可以接受（如{\displaystyle t^{-1}}信号在无穷大时不可积，但{\displaystyle t^{-2}}可积）。
任何模拟信号本质上都是连续的。用于数字信号处理的离散时间信号可从连续信号采样与量化得到。
连续信号也可用时间以外的自变量来定义，常见的如空间，在2维的图像处理中尤其有用。

## 相关背景
离散时间常用于實證度量情景，因为通常只能按顺序测量变量。例如，虽然经济活动实际上是持续进行的，不存在经济活动完全停顿的时刻，但只能对经济活动进行离散测量。因此，诸如国内生产总值之类数据只能离散地显示一系列季度值。
试图用其他变量和/或变量的先前值解释时，会使用时间序列或回归分析方法，当中变量用下标表示观测时段。例如{\displaystyle y_{t}}指在t时间段内观察到的收入，{\displaystyle y_{3}}是第三个时间段内观察到的收入。
此外，建立理论以解释离散时间内观察到的现象时，为便于建立时间序列或回归模型，通常用离散时间表示理论。
另一方面，连续时间理论模型往往在数学上更容易解，而且物理学等领域中，精确的描述往往需要连续时间。当中，变量y在未指定时间点的值表为{\displaystyle y(t)}，含义明确则简单表为y。

## 方程类型

### 离散时间
离散时间使用差分方程，或称为递推关系。例如逻辑斯谛映射或逻辑斯谛方程
{\displaystyle x_{t+1}=rx_{t}(1-x_{t}),}
当中r是范围在2到4的参数，x是范围在0到1的变量，其在t时期的值非线性地影响t+1时期的值。例如，取{\displaystyle r=4}、{\displaystyle x_{1}=1/3}，则对于t=1有{\displaystyle x_{2}=4(1/3)(2/3)=8/9}，对于t=2有{\displaystyle x_{3}=4(8/9)(1/9)=32/81}。
另一个例子是根据产品的非零超额需求，调整价格P，模型为
{\displaystyle P_{t+1}=P_{t}+\delta \cdot f(P_{t},...)}
其中{\displaystyle \delta }是小于等于1的正调整速度参数，{\displaystyle f}是超额需求函数。

### 连续时间
连续时间使用微分方程。例如，针对产品非零超额需求，调整价格P，可以用连续时间建模为
{\displaystyle {\frac {dP}{dt}}=\lambda \cdot f(P,...)}
左式是价格对时间的一阶导数（即价格变化率），{\displaystyle \lambda }是调整速度参数，可以是任意有限正数，{\displaystyle f}是超额需求函数。

## 图形描述
离散时间中测量的变量可绘制为阶跃函数，当中每个时间段在横轴上都有等长区域，测量变量在单个区域内保持不变，函数图像将是一系列水平阶梯。另一种方法是将时间段视作独立的时间点，通常是水平轴上的整数值，然后将测量变量绘为时间轴点上方的高度，函数图像将是一组点。
连续时间中测量的变量可绘制为连续函数，因为时间域一般认为是整个实数轴或至少是其上某些连通部分。